# Go Go, Kosher!
Go Go, Kosher! was een programma van de Joodse Omroep. Het programma werd gepresenteerd door Michel de Hond. In het programma koken twee duo's tegen elkaar. Zij maken vaak een echt joods gerecht. Wanneer er bijvoorbeeld een joodse feestdag was, dan kookten de duo's een gerecht dat met die specifieke feestdag te maken heeft. De teams moeten naast dat ze het gerecht bereiden er ook op letten dat zij koosjer werken. In het programma zat een jury die onder andere lette op presentatie en of het product wel koosjer werd bereid. In de jury zat onder anderen rabbijn Raphael Evers.